# Cardiosporidium cionae
Cardiosporidium cionae is een soort in de taxonomische indeling van de Myzozoa, een stam van microscopische parasitaire dieren. Het organisme komt uit het geslacht Cardiosporidium en behoort tot de familie Haemohormidiidae. Cardiosporidium cionae werd in 1907 ontdekt door Van Gaver & Stephan.